# American Monetary Institute
 
L'American Monetary Institut (Institut Américain Monétaire) est un trust caritatif américain, à but non lucratif, créé par Stephen Zarlenga en 1996, et ayant pour but « l'étude indépendante de la politique monétaire de l'histoire, ainsi que de la théorie et de la réforme de cette politique monétaire. »

## Objectifs
Cet institut se consacre à la réforme du système monétaire et préconise de retirer des mains des banques le contrôle du système monétaire et de le placer sous le contrôle du Trésor AMÉRICAIN. Stephen Zarlenga fait valoir qu'ainsi on constaterait que la monnaie serait libérée des intérêts gouvernementaux et qu'elle pourrait ainsi être utilisée dans la circulation monétaire, de façon à promouvoir le bien-être général ; et que des dépenses considérables en infrastructures, y compris pour des infrastructures humaines (éducation et soins de santé), allaient ainsi devenir la principale méthode de mise en circulation d'une nouvelle monnaie.
Ces résultats de recherche sont publiés dans le livre de Stephen Zarlenga, "La Science Perdue de l'Argent". Ce livre affirme que la monnaie n'est pas apparue à la suite du troc entre les individus, mais qu'elle est plutôt due aux échanges commerciaux entre des tribus et ceci dans le cadre de cultes religieux et de sacrifices. Bien que ce ne soit pas l'opinion dominante, il y a d'autres chercheurs ayant étudié la monnaie, comme Keith Hart, qui confirment que la monnaie se soit bien développée de cette façon. La raison que cette distinction soit considérée comme prédominante, est que, selon Stephen Zarlenga, c'est la définition même de la monnaie qui va déterminer la façon dont le public va permettre le contrôle de la masse monétaire.
Si la monnaie est considérée comme une marchandise à échanger, alors il est primordial qu'elle soit adossée à 100% à des marchandises économiquement stables, comme l'or ou l'argent, par exemple. Si la monnaie est utilisée comme un moyen de crédit, alors il est nécessaire que des banquiers la contrôlent, comme c'est le cas aux États-Unis aujourd'hui. Mais si la monnaie est un artéfact légal, avec une valeur établie légalement (paiement des taxes et des lois sur le cours légal), alors Stephen Zarlenga recommande que seul le gouvernement puisse émettre et contrôler la masse monétaire. Selon Stephen Zarlenga, c'est cette dernière définition qui est liée à l'histoire et la nature de la monnaie. Une monnaie contrôlée par un gouvernement est  également supposée être plus stable qu'une monnaie pouvant être utilisée comme moyen de crédit, ou qu'une monnaie marchandise économiquement stable (or ou argent).
Les pièces de monnaie ont été revendiquées comme un progrès qui compenserait la perte de métal précieux, car elles comporteraient un montant fixe de métal précieux, de sorte qu'elles n'aient pas besoin d'être pesées et qu'elles pourraient être échangées plus facilement que des morceaux de métal qui nécessiteraient d'être pesés.

## Conférences
La 13e édition de la AMI Conférence sur la Réforme Monétaire s'est tenue au Centre Universitaire, à Chicago, en septembre 2017. Les intervenants suivants y ont tenu des conférences : Michael Hudson, Joseph Huber,
Michael Kumhof, Richard C. Cook, William K. Black, Dennis Kucinich, et Elizabeth Kucinich.